# Provinz Candarave
Die Provinz Candarave ist eine von vier Provinzen der Region Tacna im äußersten Süden von Peru. Die im Jahr 1988 gegründete Provinz hat eine Fläche von 2261 km². Beim Zensus 2017 betrug die Einwohnerzahl 6102. Im Jahr 1993 lag sie noch bei 9238, im Jahr 2007 bei 8373. Verwaltungssitz ist die Kleinstadt Candarave.

## Geographische Lage
Die Provinz liegt im Nordwesten der Region Tacna. Sie liegt an der Südwestflanke der peruanischen Westkordillere. Das Gebiet wird von den Quellflüssen des Río Locumba zum Pazifischen Ozean hin entwässert. Hauptfluss der Provinz ist der Río Callazas. Dieser hat seinen Ursprung im Nordwesten der Provinz nahe dem Bergsee Laguna Suches und endet in dem See Laguna Aricota. Dieser ist durch einen Erdrutsch entstanden. Dessen Wasser sickert durch die natürliche Barriere oder gelangt über eine Druckleitung zu einem talabwärts gelegenen Wasserkraftwerk. In der Provinz Candarave erheben sich mehrere Vulkane, darunter der 5550 m hohe Yucamane und der 5805 m hohe Tutupaca.
Die Provinz Candarave grenzt im Süden an die Provinz Jorge Basadre, im Osten an die Provinz Tarata, im Nordosten an die Provinz El Collao (Region Puno) sowie im Norden und Westen an die Provinz Mariscal Nieto (Region Moquegua).

## Verwaltungsgliederung
Die Provinz Candarave besteht aus den folgenden 6 Distrikten. Der Distrikt Candarave ist Sitz der Provinzverwaltung.
| Distrikt   | Verwaltungssitz |
| ---------- | --------------- |
| Cairani    | Cairani         |
| Camilaca   | Camilaca        |
| Candarave  | Candarave       |
| Curibaya   | Curibaya        |
| Huanuara   | Huanuara        |
| Quilahuani | Quilahuani      |